# FC St. Gallen
Fussballclub Sankt Gallen 1879 este un club profesionist de fotbal cu sediul în Sankt Gallen, Elveția. În prezent clubul se află în prima ligă elvețiană.

## Istoric
La 19 aprilie 1879 a fost fondat Fussballclub Sankt Gallen, cel mai vechi club din fotbalul profesionist din Elveția. În 1896 clubul a fuzionat cu FC Viktor St. Gallen, iar în 1898 cu FC Phönix St. Gallen.

## Palmares
- Campionatul Elveției: 1904, 2000
- Cupa Elveției: 1969

### Europa
- UEFA Europa League
  -  Faza Grupelor (1) : 2014